# Grzegorz Ułamek
Grzegorz Artur Ułamek (ur. 26 marca 1973 w Pankach koło Częstochowy, zm. 7 lipca 2005 w Santa Severa) – polski duchowny katolicki, poeta, dziennikarz, działacz kulturalny, duszpasterz częstochowskiego środowiska kultury.
Po maturze w latach 1993-1999 studiował filozofię i teologię w Wyższym Seminarium Duchownym Archidiecezji Częstochowskiej. Święcenia kapłańskie otrzymał 22 maja 1999 z rąk abp. Stanisława Nowaka. Ukończył także studia dziennikarskie w Papieskiej Akademii Teologicznej w Krakowie (2000-2002), rozpoczął pracę nad doktoratem z socjologii na Katolickim Uniwersytecie Lubelskim. Pracował w Zespole Szkół Muzycznych im. M. J. Żebrowskiego w Częstochowie, był współpracownikiem kilku czasopism (magazynu muzycznego „RUaH”, tygodnika „Niedziela”, „Drogi”, „Gazety Radomszczańskiej”, „Gazety Wyborczej”) oraz witryn internetowych („Okno na kulturę” i „RUaH”). Wydał pięć książek - Z tej strony słońca (1993), Pięć okien (2002), Stojąc na palcach (2002), Suplement wielkopostny (2003), Dla nas i całego świata (2003). Był nauczycielem religii w I Społecznego Liceum im. Zbigniewa Herberta STO w Częstochowie, w Zespole Szkół Muzycznych w Częstochowie oraz I Liceum Ogólnokształcącym im. Feliksa Fabianiego w Radomsku. Był duszpasterzem środowisk kulturalnych w Częstochowie, inicjatorem i organizatorem wielu imprez, m.in. Festiwalu „Exodus”,„Zaduszek Jazzowych”.
Zmarł w trakcie kąpieli w Morzu Tyrreńskim w czasie pielgrzymki środowisk twórczych do Rzymu.